# Cocktailklänning

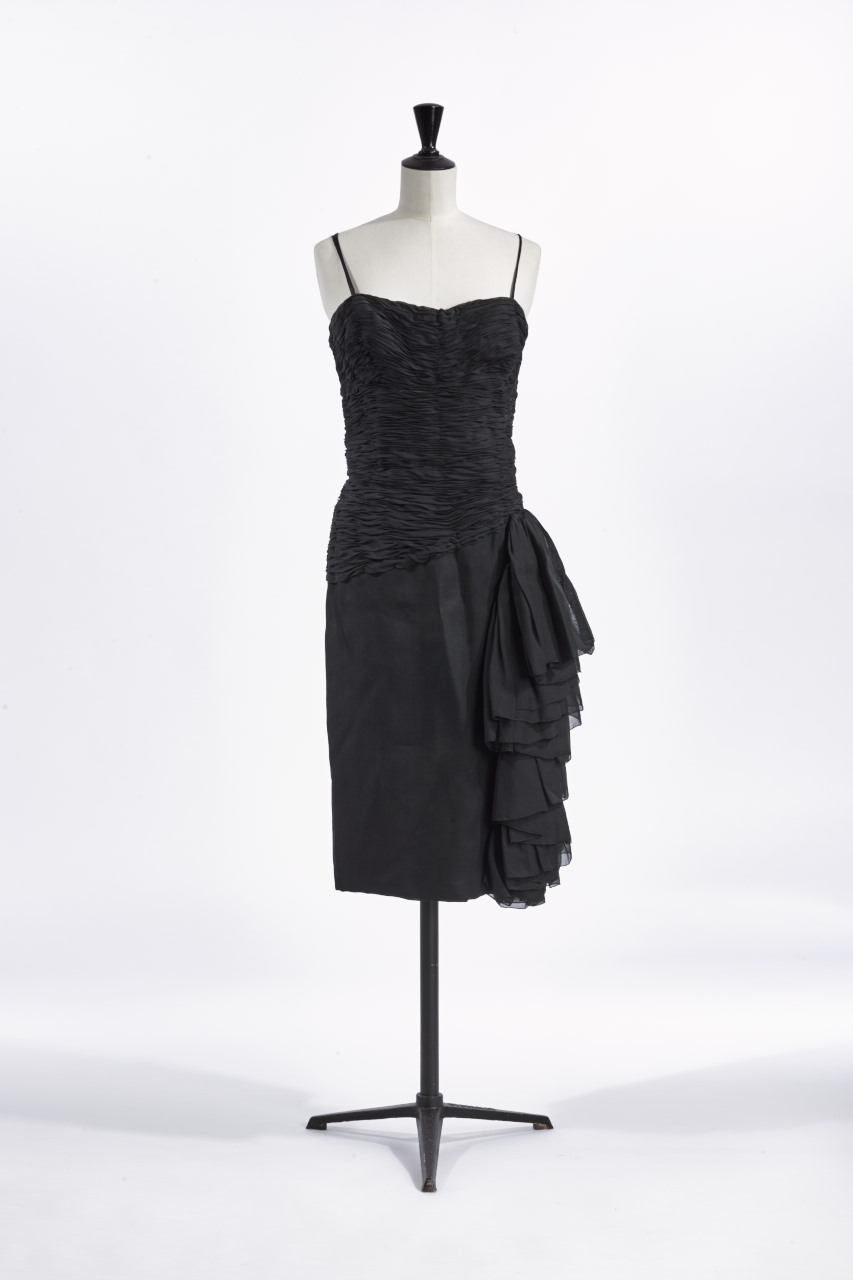
Cocktailklänning.

Cocktailklänning är en kort elegant aftonklänning med längd högst ner till vaderna som används på cocktailpartyn och till halvformell smokingklädsel. Den tillkom i USA på 1920-talet, och utmärker sig för skärning kring hals, axelpartiet och armarna, de delar av plagget som framträder i trängseln på cocktailpartyn.

## Bildgalleri

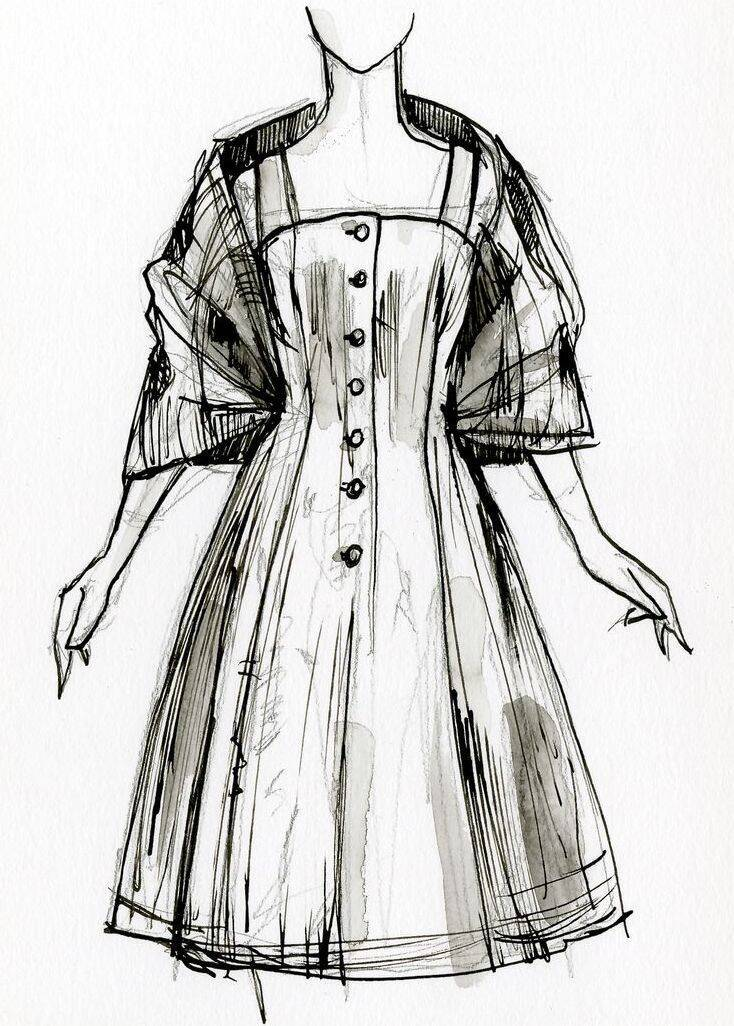
Cocktailklänning (skiss).
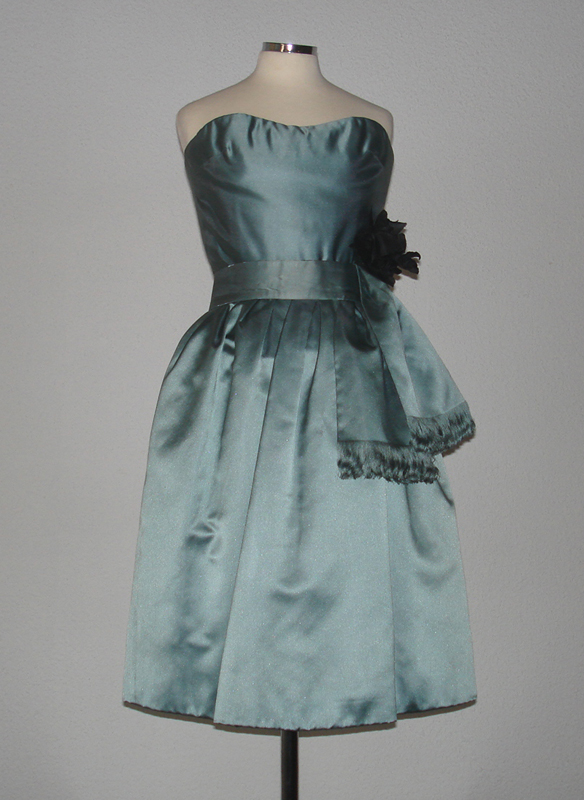
Cocktailklänning designad av Yves Saint Laurent för Christian Dior.